# Hippopsicon rotundipenne
Hippopsicon rotundipenne är en skalbaggsart som beskrevs av Stefan von Breuning 1940. Hippopsicon rotundipenne ingår i släktet Hippopsicon och familjen långhorningar. Inga underarter finns listade i Catalogue of Life.